# FLOR 61

Invitati alla premiazione di FLOR 61

FLOR 61 è la sigla di Fiori del mondo a Torino, la grande esposizione floreale che si svolse dal 28 aprile al 15 giugno 1961 nell'ambito di Expo 1961, durante le celebrazioni per il centenario dell'Unità d'Italia.

## La mostra
Ideatore e realizzatore fu il Cavaliere del Lavoro Giuseppe Ratti.
L'esposizione si estendeva nei cinque saloni del Palazzo delle Esposizioni al Valentino per una superficie di 45.000 m². All'esterno altri 140.000 m² erano occupati dalla Mostra del Giardino.
La spesa di realizzazione fu di cento milioni di lire ed occorsero nove mesi di lavoro per la creazione di laghetti, corsi d'acqua con piccole cascate e ponticelli, terrazzi, viottoli e stradine pavimentate e degli oltre 8.000 rosai di svariate qualità. 
Molto curata fu l'illuminazione notturna, su progetto di Guido Chiarelli, realizzata con tre torri faro munite di 66 proiettori, più altri numerosi punti luce per evidenziare luoghi particolarmente suggestivi.
Una fontana luminosa, completamente automatica, suscitò grande ammirazione tra i visitatori, che furono 600.000.
Parteciparono 800 espositori di 19 nazioni, tra cui il Belgio, la Francia, la Germania, l'Olanda e la Svizzera, con le loro presentazioni nazionali.
Furono esposte composizioni floreali, piante da appartamento e da serra, piante acquatiche ed alcune piante esotiche molto rare.
A completamento dell'esposizione c'erano uno stand dedicato ai libri sul giardinaggio e le sezioni Fotografie di fiori e giardini e Il fiore nella filatelia.
Tra gli illustri visitatori si ricorda la regina Elisabetta II d'Inghilterra che, appassionata di floricoltura ed ella stessa produttrice di pregiate orchidee, manifestò il suo compiacimento agli organizzatori.

Il giardino roccioso al Parco del Valentino è rimasto come testimonianza e ricordo dell'esposizione.

## Galleria d'immagini

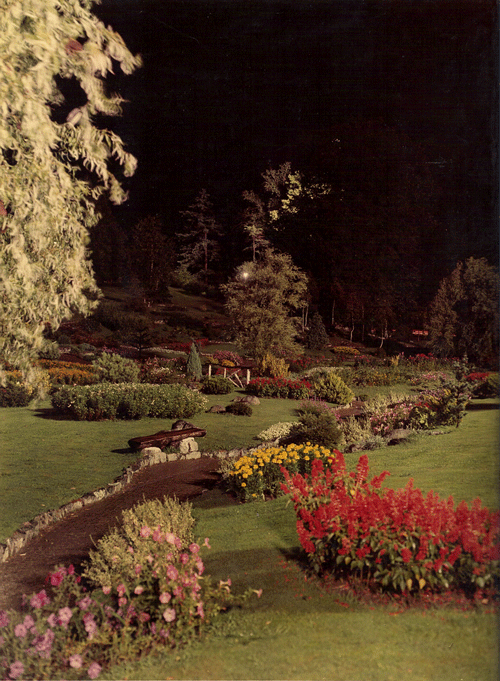
Illuminazione del giardino roccioso al Valentino (TO) per Flor 61
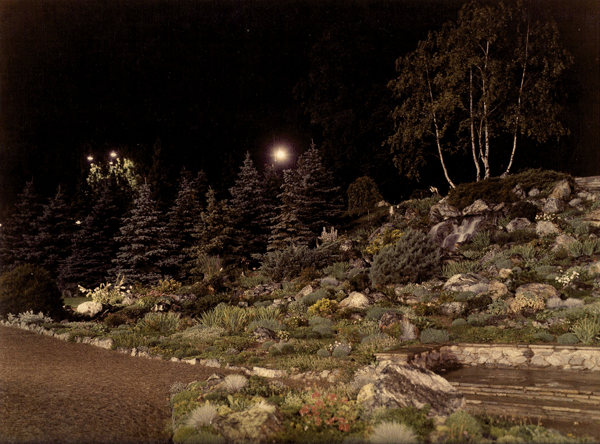
Scorcio del giardino roccioso  (Flor 61)
Il giardino di Flor 61
Una delle tre torri-faro utilizzate per l'illuminazione di Flor 61
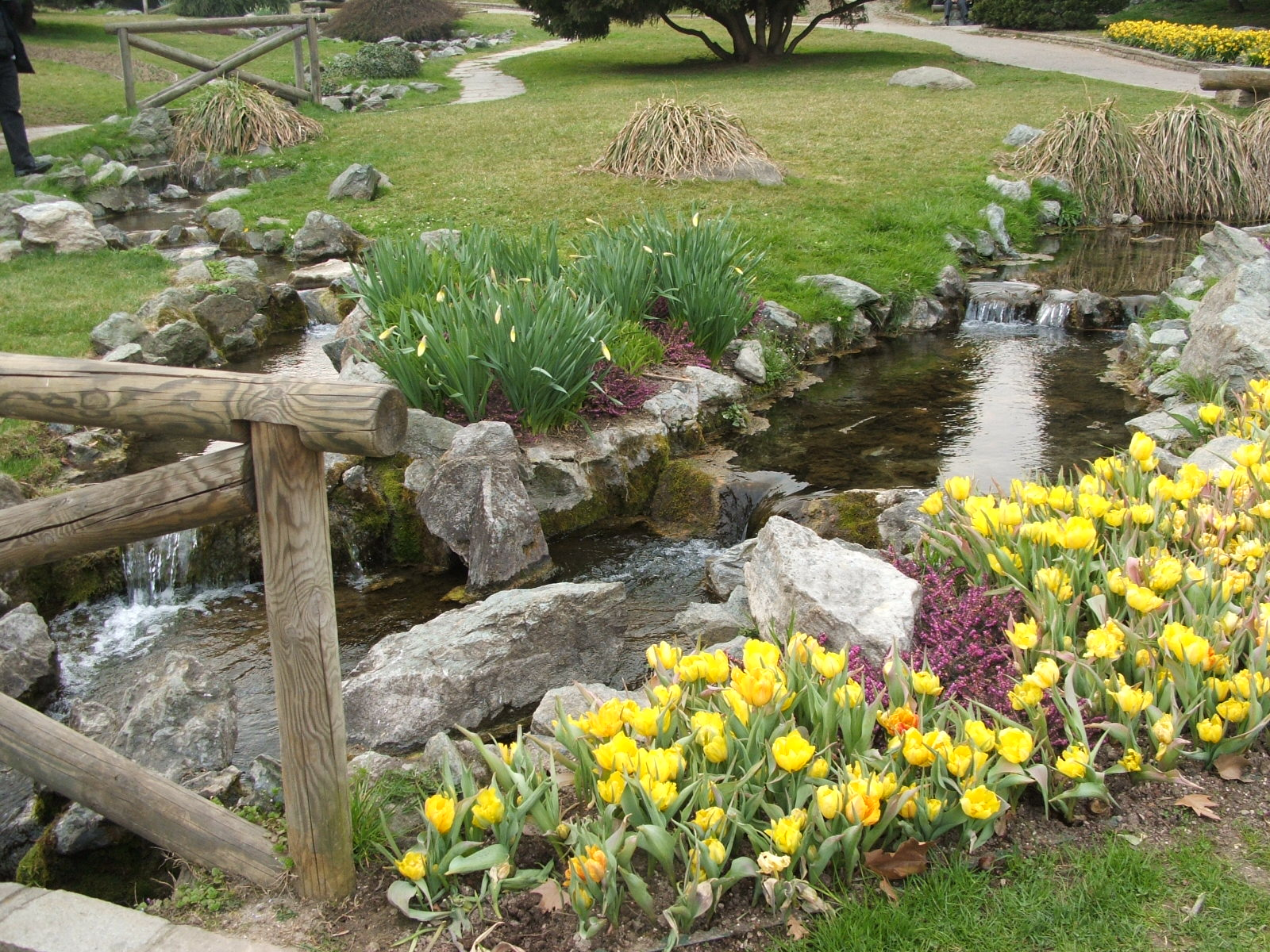
Il giardino roccioso attuale
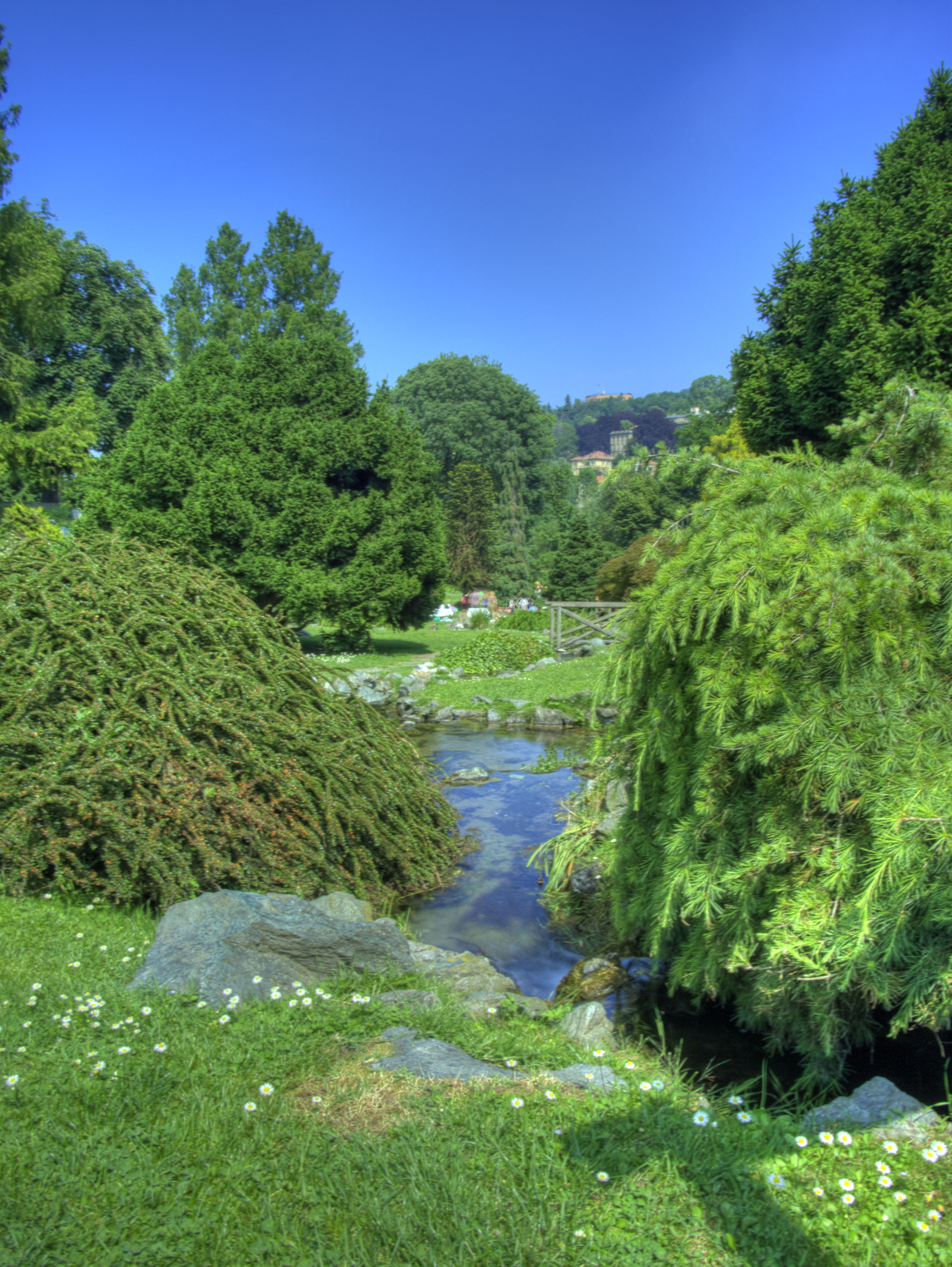
Il giardino roccioso, oggi
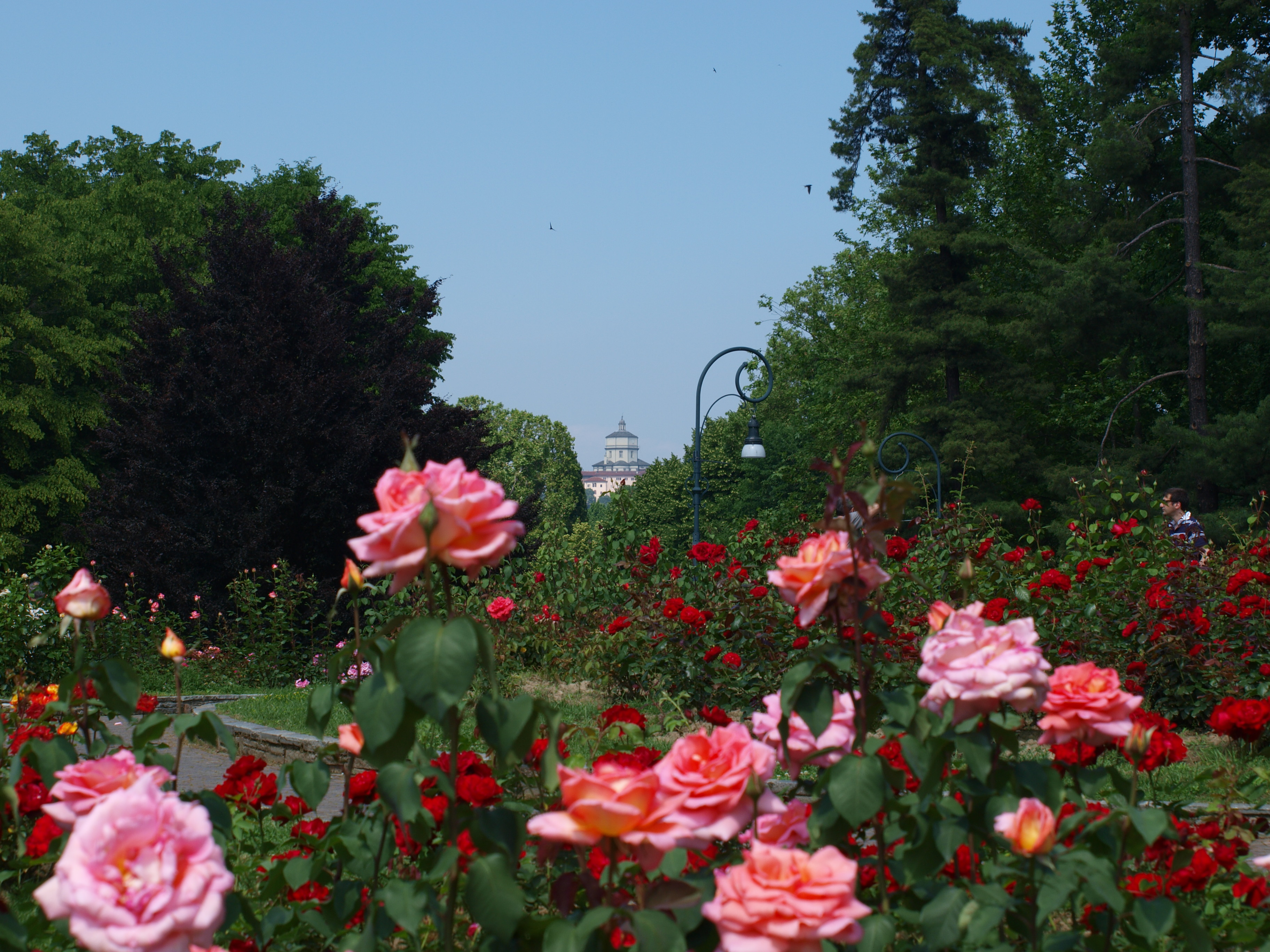
Il roseto nel 2010